# Garfield (postava)
Garfield je fiktivní obézní kocour ze stejnojmenného komiksu. Jeho majitelem je Jon Arbuckle. Poprvé se v komiksu objevil 19. června 1978.

## Charakter
Garfield miluje jídlo – obzvláště lasagne – a také rád spí. Nakopává psy, s radostí napadá pošťáky, poškrábe každý nový kus nábytku. Surově zápasí hlavně s těmi, kdo se pokusili přiblížit k jeho misce s žrádlem, pokud to ovšem nebylo za účelem jejího doplnění. Neustále trpí depresemi a špatnými náladami a málokdy je spokojen. Svět vidí pesimisticky, nebo si myšlenky doplňuje svými teoriemi, které jsou však v souladu s jeho láskou k jídlu a spánku. Rád také, ale vůbec mu nevadí, že jeho noční show všichni nesnášejí! Naopak nesnáší golf, chození do přírody, diety, pavouky, má panickou hrůzu z veterinářů a neloví myši.

### První výskyt Garfieldových oblíbených i neoblíbených věcí
- To, že Garfield miluje lasagne, se čtenáři dozvěděli poprvé 15. 7. 1978.
- První týden diet (oblíbené opakující se komiksové téma) začal 27. 8. 1978.
- Garfieldova nenávist k pondělkům se objevuje poprvé 18. 9. 1978.

## Filmová a televizní zpracování
Postupně vznikla řada krátkometrážních i celovečerních filmů a televizních seriálů s Garfieldem, hraných i animovaných.
Ve filmu ho daboval Bill Murray, v české verzi ho ve všech filmových, televizních a počítačových výskytech daboval Vladimír Čech a po jeho úmrtí Jan Šťastný.

## Česká vydání tiskem
Databáze Národní knihovny eviduje od roku 1997 přes 80 knižních vydání komiksů s Garfieldem, převážně vydaných nakladatelstvím CREW.
V letech 1995 a od roku 2012 vycházely též komiksové stripy s Garfieldem česky v deníku Právo.